# Parque nacional Ciénagas del Catatumbo
El Parque Nacional Ciénagas del Catatumbo es un área protegida de Venezuela. Es el segundo parque natural del estado Zulia, situado en la amplia llanura entre la Serranía del Perijá y el Lago de Maracaibo. La temperatura oscila de los 22 grados a los 32, con una elevadísima humedad. El área es conocida en todo el país por un raro fenómeno magnético, se trata de una descarga eléctrica inusualmente frecuente que cae en la llanura y que no da trueno.

## Ubicación
El área comprende una amplia ciénaga entre los llanos de Zulia occidental y el lago de Maracaibo, el cual cubre también un pequeño tramo de costa, en el área sur-occidental. Se trata predominantemente de un amplio territorio empantanado, sin cimas destacadas ni grandes desniveles o variaciones isométricas, en la desembocadura del río Catatumbo. Es conocida en Venezuela también como Aguas Blancas y Aguas Negras o Ciénegas Juan Manuel. En las inmediaciones está el puerto fluvial de Encontrados, importante inter nodo logístico del lago de Maracaibo y de Venezuela sud-occidental.

## Flora y fauna
La flora es de poca importancia naturalista, caracterizada predominantemente por la capa herbácea y por las especies de la ciénaga. Algún limbo residual de bosque permanentemente inundado, a lo largo de las orillas del río Catatumbo, representan las últimas formaciones vegetales ripícolas intactas de Venezuela. La fauna acuática es abundante, sobre todo la avifauna. Son frecuentes los avistamientos de garzas blancas, garzas azules (Egretta caerulea), garzones soldados (Jabiru mycteria), patos (Anatidae), gaviotas, charranes y diferentes especies de rapaces localmente conocidas como caracaras. A pesar de la riqueza de biodiversidad, no existe ningún censo faunístico científicamente acondicionado.